# Сопочное (озеро, бассейн Суолемы)
Со́почное — проточное озеро в Таймырском Долгано-Ненецком районе Красноярского края России.
Находится за Северным полярным кругом, на северо-востоке Северо-Сибирской низменности, к северо-востоку от озера Киенг-Кюель. Точная высота уреза воды не указана на топографических картах, однако соседние озёра располагаются на высоте 22-23 м над уровнем моря.
Озеро овальной формы, ориентировано в меридиональном направлении. Площадь зеркала — 32 км². Площадь водосборного бассейна — 108 км². Длина озера — 7,7 км, максимальная ширина в южной части — 5,6 км. На северо-востоке впадает река Сюрюктях. На западе протокой соединяется с озёрам Киенг-Кюель, из которого вытекает река Суолама. Берега низкие, заболоченные. Обширные прибрежные отмели. Питание снеговое и дождевое. Покрыто льдом большую часть года, вскрывается в июне, замерзает в конце сентября.
Код водного объекта в государственном водном реестре — 18010000111117600001379.